# Teano (filozofka)
Teano z Krotonu, gr. Θεανώ Theanṓ (VI/V wiek p.n.e.) – starogrecka filozofka, matematyczka, astronomka i lekarka.
Urodziła się w Krotonie bądź na Krecie. Dołączyła do filozoficznej szkoły Pitagorasa, w której uczyło się i wykładało 300 osób (w tym 28 kobiet). W tym czasie została żoną Pitagorasa, z którym miała czworo dzieci, córki: Damo, Myie, Arignote, oraz syna Telaugesa. Po śmierci filozofa wraz z dziećmi zajęła się szkołą, która przetrwała jeszcze 200 lat. Zmarła w V wieku p.n.e. w Krotonie. 

## Twórczość
Ponieważ wiele utworów Pitagoras napisał wspólnie z innymi nauczycielami swej szkoły, trudno dziś ustalić, jaki udział w tych publikacjach miała Teano. Wiadomo jednak, że zajmowała się nie tylko filozofią, lecz także fizyką, matematyką, astronomią, medycyną i pedagogiką. Uznaje się ją za autorkę twierdzenia o złotym środku i „złotym prostokącie”, brak jednak źródeł, które by to potwierdziły. Napisała Żywot Pitagorasa oraz inne niezachowane teksty. Mówiła w nich m.in. o zależnościach między liczbami a obiektami, o tym, jak kobieta powinna zajmować się dziećmi, traktować służących i jak powinny wyglądać właściwe relacje małżeńskie.  